# MANIAC II
MANIAC II (por sus siglas en inglés Mathematical Analyzer Numerical Integrator and Computer Model II) fue una computadora de primera generación, construida en 1957 para ser usada por Los Alamos Scientific Laboratory.
MANIAC II fue construida por la Universidad de California y Los Alamos Scientific Laboratory, completándose su armado en 1957. Su unidad aritmética tenía 2,850 válvulas de vacío y 1,040 diodos. En total tenía 5,190 válvulas de vacío, 3,050 diodos, y 1,160 transistores.
Tenía una memoria con capacidad para 4,096 palabras en núcleos magnéticos (con un tiempo de acceso de 2.4 microsegundos), que era suplementado por 12,288 palabras de memoria residentes en tubos de Williams (con un tiempo de acceso de 15 microsegundos). Cada palabra tenía 48 bits. Su tiempo promedio de multiplicación era 180 microsegundos y el tiempo promedio de división era 300 microsegundos.
La computadora fue mejorada y modificada a través de su vida, y en la época en que fue cerrada y dejó de operar, era totalmente de estado-sólido, utilizando una combinación de 
RTL, DTL and TTL. Tenía un multiplicador de array, 15 registros indexados, 16K de 6 memoria principal con un ciclo de 6 microsegundos. Una instrucción NOP tardaba unos 2.5 microsegundos. Una multiplicación demandaba unos 8 microsegundos, y una división 25 microsegundos. Tenía una unidad de paginado que utilizaba páginas de 1K de palabras con una memoria de consulta asociada de 16-niveles. A 1 Megaword CDC drum was hooked up as a Paging device. Tenía también varios terminales ADDS Special-Order Direct-View Storage-Tube. Estas terminales utilizaban un conjunto ampliado de caracteres que comprendían casi todos los símbolos matemáticos, y permitían un interlineado de media línea para las fórmulas matemáticas.(Reminiscencias personales de John Brockmeyer, uno de sus diseñadores.)
Como unidades de entrada y salida tenía 2 unidades de cintas de IBM 360 de 9-pistas y 2 de 7-pistas. Contaba también con un lector y perforador de cinta de papel de 8-bit, y una impresora de 500 líneas por minuto (1500 líneas-por-minuto si se utilizaba el sistema de caracteres exadecimales). Para almacenamiento tenía 3 unidades de discos modelo 1301 IBM 7000, cada uno con 2 módulos de 21.6 millones de caracteres c/u.
Uno de los productos de la MANIAC II fue la tabla de números que se publicó en el libro "The 3-j and 6-j Symbols" de Manuel Rotenberg et. al., publicado en 1959. La página 37 de ese libro contiene una breve descripción de los programas utilizados en la computadora, y los dispositivos de entrada y salida utilizados en la producción del libro.